# Helmut Schäfer
Helmut Schäfer (Bonn, 12 novembre 1947) è un ex calciatore tedesco, di ruolo difensore.

## Carriera
Schäfer giocò nel Kickers Offenbach, per poi trasferirsi in Canada nel 1973, ingaggiato dalla franchigia NASL dei Toronto Metros. Nella stagione 1973 con la sua squadra vince la Northern Division, perdendo poi le semifinali contro i futuri campioni dei Philadelphia Atoms. La stagione seguente invece non riesce a superare la fase a gironi del torneo.